# Дыгач, Адольф
Адольф Кароль Дыгач (пол. Adolf Karol Dygacz; 23 июля 1914 — 5 апреля 2004) — польский музыковед
, крупнейший специалист по музыкальному фольклору Силезии.
Участвовал во Второй мировой войне и в партизанском движении, начиная с 1941 года находился в гитлеровских лагерях на территории Польши. По окончании войны окончил Государственную Высшую музыкальную школу в Катовице как музыкальный педагог и теоретик музыки (1951), а также отделение права в Высшей школе экономики в Катовице и философский факультет Ягеллонского университета. В 1975 г. защитил докторскую диссертацию «Народные песни горняков региона Заглембье» (пол. Ludowe pieśni górnicze w Zagłębiu Dąbrowskim), преподавал в Катовице и Вроцлаве, с 1991 г. профессор. В 1970—1973 гг. вице-президент Союза композиторов Польши.
С 1933 г. занимался сбором и записью народных песен в Силезии. Опубликовал 12 книг и сборников материалов, в том числе «Силезские повстанческие песни 1919—1921 гг.» (пол. Śląskie pieśni powstańcze 1919-1921; 1958), «Река Одра в польской народной песне» (пол. Rzeka Odra w polskiej pieśni ludowej; 1966), «Польские народные инструменты» (пол. Polskie instrumenty ludowe; 1981, в соавторстве).